# سوورمز (امیرداغ)
سوورمز (به ترکی استانبولی: Suvermez) یک منطقهٔ مسکونی در ترکیه است که در امیرداغ واقع شده‌است.